# Isla Galeta
Isla Galeta es el nombre de una isla de 299 hectáreas (2,99 km²) situada en el lado atlántico (Mar Caribe) de la República de Panamá, al este de la ciudad de Colón.
Isla Galeta fue el sitio donde se encontraba un centro de comunicaciones militares de Estados Unidos de América mientras se ocupó parte de ese país, la instalación estuvo activa desde la década de 1930 hasta el año 2002 momento en el que fue entregada oficialmente al gobierno de la República de Panamá. La infraestructura de comunicaciones situada en la isla incluía un edificio de operaciones situado en el centro de una base de la Marina estadounidense con una antena AN/FRD-10A (V), que también se conoce como matriz de Wullenweber.
La isla fue compartida con el Instituto Smithsoniano de Investigaciones Tropicales (STRI), que todavía mantiene un centro de investigación en la isla. La actividad militar de EE. UU. cesó en la isla después de 2002 mientras que la investigación tropical continúa en una instalación separada ubicada justo al este del anterior centro de comunicaciones, en julio de 1997 fue declarada área protegida por el gobierno panameño.